# Adapazarı
Adapazarı [adapazarɯ], eller Sakarya, är en stad i nordvästra Turkiet, vid floden Sakarya. Staden är den administrativa huvudorten för provinsen Sakarya. Storstadskommunen administrerar tio distrikt med totalt 281 489 invånare i slutet av 2022, varav lite mer än 400 000 invånare bodde i själva centralorten.
Bland näringar märks lätt industri, däribland tillverkning av silke och linnetyg, samt i stadens närhet odling av vete, frukt och grönsaker; staden exporterar tobak, valnötsträ, kokonger och grönsaker till Istanbul. Industrin växer då Toyota satsat nio miljarder kronor på en ny bilfabrik som tillverkar Toyota Corolla.
Staden är belägen på en gammal militär genomfartsled från Istanbul mot öster. Den är förbunden med det anatoliska järnvägsnätet sedan slutet av 1800-talet.
Den 17 augusti 1999 drabbades Adapazarı av en jordbävning där många människor omkom och stora delar av stadens centrum förstördes. Efter jordbävningen återuppbyggdes centrumet och ett museum byggdes till minne av jordbävningen.